# منشرة

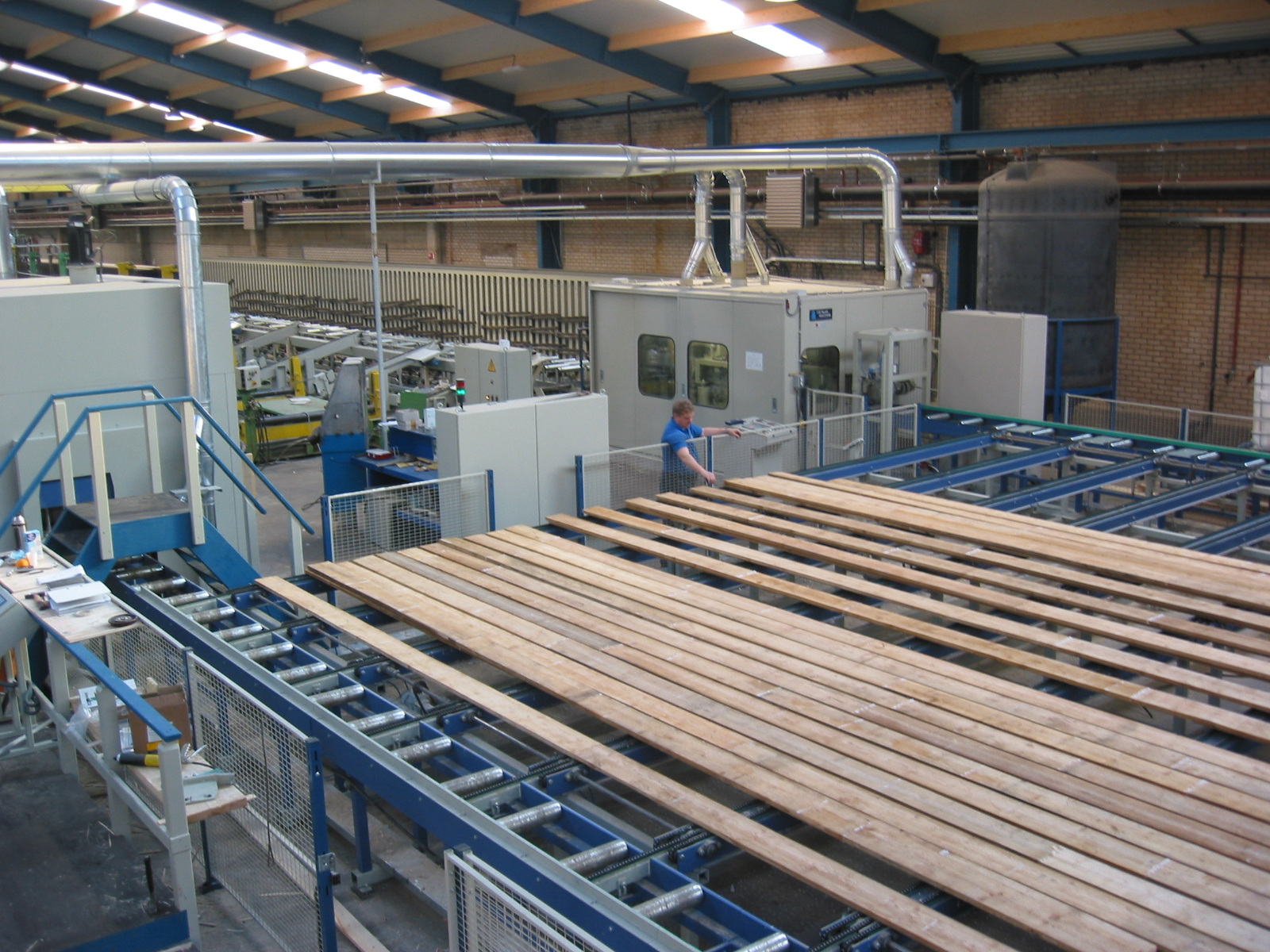

المنشرة مصنع لنشر الأخشاب - تحديدا جذوع الأشجار - وجعلها ألواح.